# Construcdead
Construcdead är ett svenskt thrash metal/death metal-band från Stockholm, bildat 1999 av Christian Ericson, Rickard Dahlberg och Erik Thyselius. Kort efter bildandet rekryterades basgitarristen Joakim Harju (Face Down) och sångaren Jonas Sandberg. Efter att ha spelat in ett antal demoskivor släpptes debutalbumet Repent 2001.
Hösten 2002 valde Jonas Sandberg att lämna bandet. Bandets nya frontfigur blev då Peter Tuthill (Dog Faced Gods, numera Carnal Forge). Construcdead skrev 2003 på för Black Lodge Records och senare samma år släpptes albumet Violadead, som producerats av Peter Wichers från Soilwork och Richard Larsson. 2004 hoppade Joakim Harju av bandet och ersattes av Johan Magnusson (ex-Carnal Forge).
I april 2005, bara dagar före inspelningsstarten av kommande skivan The Grand Machinery lämnade Peter Tuthill och Johan Magnusson bandet. Jens Broman från The Defaced och Hatelight kallades in, skrev texter till de tio låtarna inom loppet av några dagar och axlade rollen som sångare på skivan. Efter The Grand Machinery valde Broman att stanna i bandet som permanent sångare, och 2009 släpptes Construcdeads fjärde skiva Endless Echo. Bara ett år senare valde grundaren Christian Ericson att lämna bandet.

## Medlemmar
Senaste medlemmar
- Rickard Dahlberg – gitarr (1999–2010)
- Jens Broman – sång (2005–2010)
- Thomas Wallander – basgitarr (2007–2010)
- Chris Barkensjö – trummor (2008-2010)

Tidigare medlemmar
- Joakim "Harju" Hedestedt – basgitar (1999–2004)
- Erik Thyselius – trummor (1999–2006)
- Christian Ericson – gitarr (1999–2010)
- Henrik "Henke" Svegsjö – sång (1999)
- Jonas Sandberg – sång (1999–2002)
- Doris (Daniel Regefelt) – sång (1999)
- Peter Tuthill – sång (2003–2005)
- Johan Magnusson – basgitarr (2003–2005)
- Viktor Hemgren – basgitarr (2005–2007)
- Niklas Karlsson – trummor (2007)
- Mike Lavér – gitarr (2010)

## Diskografi
Demo
- The New Constitution1999)
- Turn (2000)
- As Time Bleeds (2000)
- God After Me (2001)

Studioalbum
- Repent (2001)
- Violadead (2003)
- The Grand Machinery (2005)
- Endless Echo (2009)

EP
- Wounded (2005)

Annat
- 4 CD Death-Thrash Box (delad 4CD box: Mörk Gryning / Face Down / Construcdead / Death Breath) (2009)